# Sihung Lung
Sihung Lung (郎雄S, Láng XióngP; Suqian, 1º gennaio 1930 – Taipei, 2 maggio 2002) è stato un attore taiwanese.
Nel 1993 ha partecipato al film Il banchetto di nozze, diretto da Ang Lee.
In occasione del centenario della nascita dell'industria cinematografica in Cina nel 2005, la China Film Performance Art Academy l'ha inserito nella lista dei "100 migliori attori in 100 anni di cinema cinese".

## Doppiatori italiani
- Goffredo Matassi in Il banchetto di nozze